# Giornico
Giornico (německy zastarale Irnis) je obec ve švýcarském kantonu Ticino, okresu Leventina. Nachází se v severní části kantonu, v údolí Valle Leventina. Žije zde přibližně 800 obyvatel.

## Geografie
Obec leží na dně údolí Valle Leventina po obou březích řeky Ticino. Mezi jednotlivými částmi obce se nachází obydlený říční ostrov Isola. K obci patří malá vesnice Altirolo severozápadně od Giornica. Při příjezdu ze severu je Giornico první vesnicí s pomyslným jižním charakterem.
Obec sousedí na severu s obcí Faido, na východě a jihovýchodě s Bodiem, na jihu s Personicem a na jihozápadě s nově vzniklou obcí Verzasca.

## Historie

Giornico (1954)

První zmínka o obci pochází z doby kolem roku 935/40 (dle kopie z roku 1613/1619) a zní: "Ego presbiter Franciscus de Iudicibus Giornicensis"; v roce 1202 se pak uvádí "sancto N(icolao) de Iornico". Název pravděpodobně vychází z keltského *iuris nebo *iurom, tedy „zalesněná hora“.
Ve středověku patřilo Giornico spolu se třemi ambrosiánskými údolími milánské katedrální kapitule a bylo sídlem jurisdikce v Leventině. V roce 1403 jej poprvé dobyla vojska kantonů Uri a Unterwalden.
28. prosince 1478 se v důsledku mocenských nároků Švýcarské konfederace na druhé straně Alp odehrála bitva u Giornica, Battaglia dei Sassi Grossi, v níž Švýcaři porazili Milánské. Tím byla zpečetěna nadvláda Uri nad Leventinou, která trvala až do roku 1798.
V roce 1803 se Giornico, stejně jako celá Leventina, stalo součástí nově vzniklého kantonu Ticino.
Casa Stanga, starý hostinec ze 16. století, je proslulý svou fasádou zdobenou erby slavných hostů namalovanými kolem roku 1589, snad Tarillim nebo Caresanou; od roku 1972 je budova sídlem Muzea Leventiny. V centru obce se nachází středověká věž, jejíž stavba je podle tradice připisována biskupu Atovi z Vercelli. Pro centrum obce je charakteristická řada domů z 18. až 19. století. Obec byla postižena povodní v roce 1868 a sesuvy půdy v letech 1978, 1993 a 2000; nově vybudované stavby mají těmto hrozbám zabránit. Stará cesta překračovala řeku Ticino dvěma kamennými obloukovými mosty a vedla po pravé straně údolí. Výstavba železniční trati v 19. století znamenala pro Giornico ztrátu významu, protože strmý sklon trati (27 ‰) znemožňoval vybudování nádraží vhodného pro obchod a dopravu. Příznivé klimatické podmínky umožnily především pěstování vinné révy a kaštanů. Obec se postupně proměnila ze zemědělské a mulařské vesnice, která žila z gotthardské tranzitní dopravy, v průmyslové a obytné centrum, přičemž rozvoj se urychlil po druhé světové válce. Ocelárna Monteforno, která byla otevřena v roce 1946, byla definitivně uzavřena 31. ledna 1995.

## Obyvatelstvo
| Rok            | 1745 | 1850 | 1880 | 1900 | 1950 | 1970 | 1980 | 1990 | 2000 | 2010 | 2020 |
| Počet obyvatel | 510  | 707  | 2147 | 768  | 829  | 1389 | 1305 | 1048 | 885  | 848  | 806  |

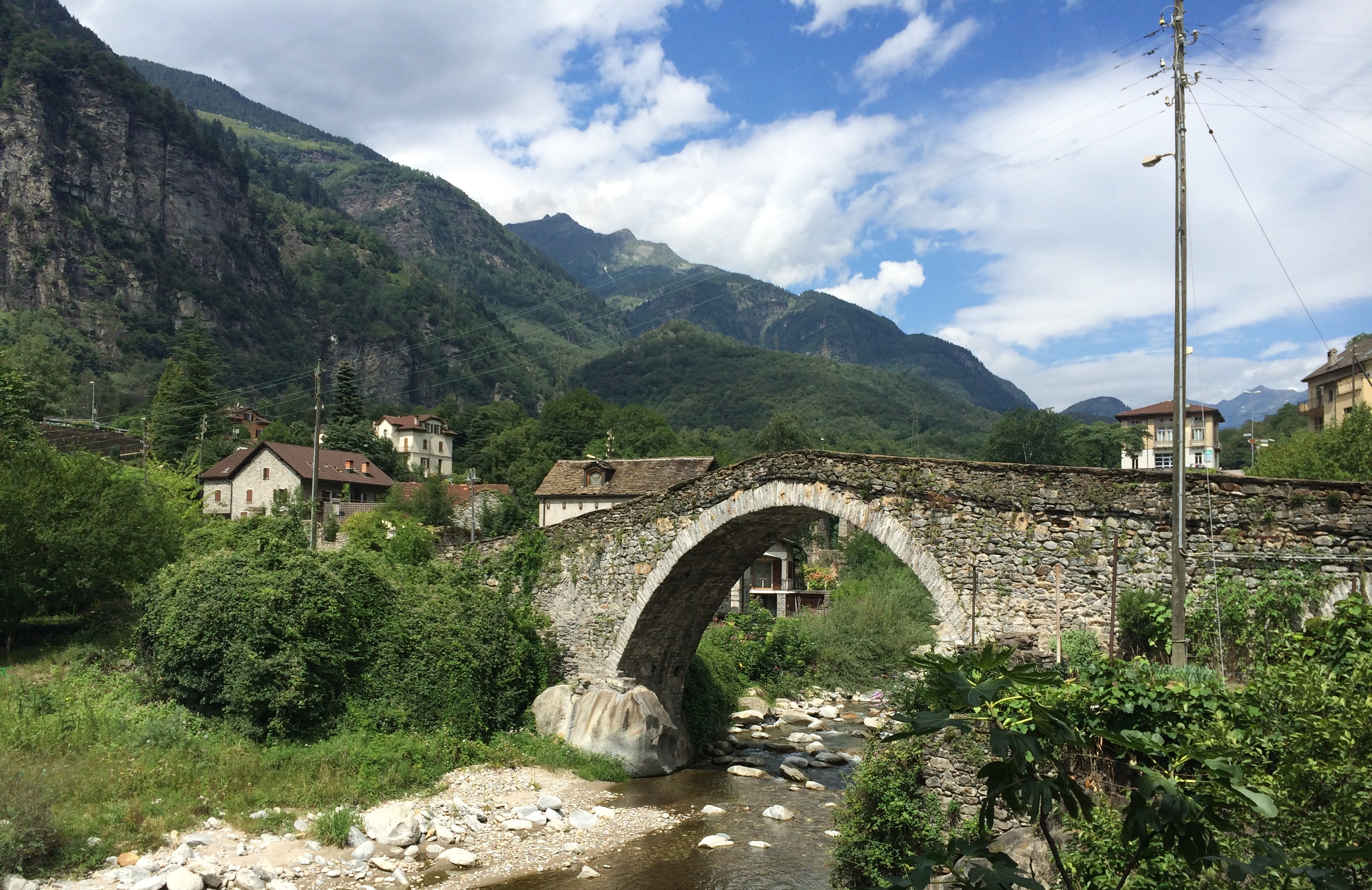
Historický kamenný most v obci

Údolí Leventina je jednou z italsky mluvících oblastí Švýcarska. Převážná většina obyvatel obce proto hovoří italsky.

## Doprava
Giornico se nachází na Gotthardské dráze, významné železniční trati, spojující střední Švýcarsko s kantonem Ticino. Od zprovoznění Gotthardského úpatního tunelu v roce 2016 byla většina tranzitní dopravy převedena do něj a původní trať tak obsluhují pouze regionální vlaky. Jižní portál Gotthardského úpatního tunelu se nachází na východním okraji sousední obce Bodio. Veřejnou dopravu do okolních obcí mimo železnici zajišťují žluté autobusy Postauto.
Obec leží u dálnice A2 (Basilej – Lucern – Lugano – Chiasso). Nejbližším sjezdem je exit 44, nacházející v Biasce. Giornicem prochází také původní kantonální hlavní silnice č. 2.